# Elgin (Minnesota)
Elgin – miasto w Stanach Zjednoczonych, w stanie Minnesota, w hrabstwie Wabasha.